# St.-Nikolai-Kirche (Bad Sachsa)

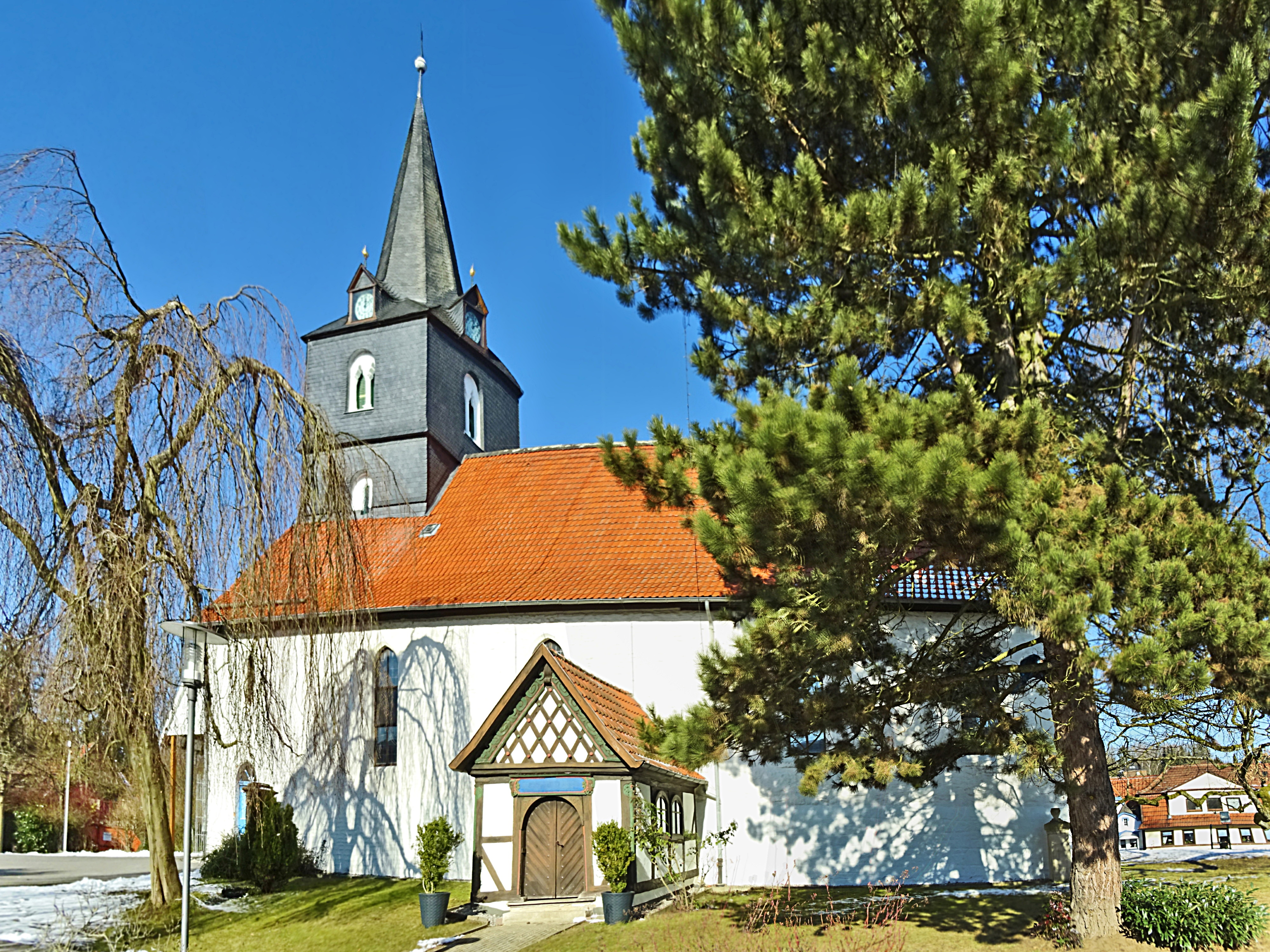
St.-Nikolai-Kirche

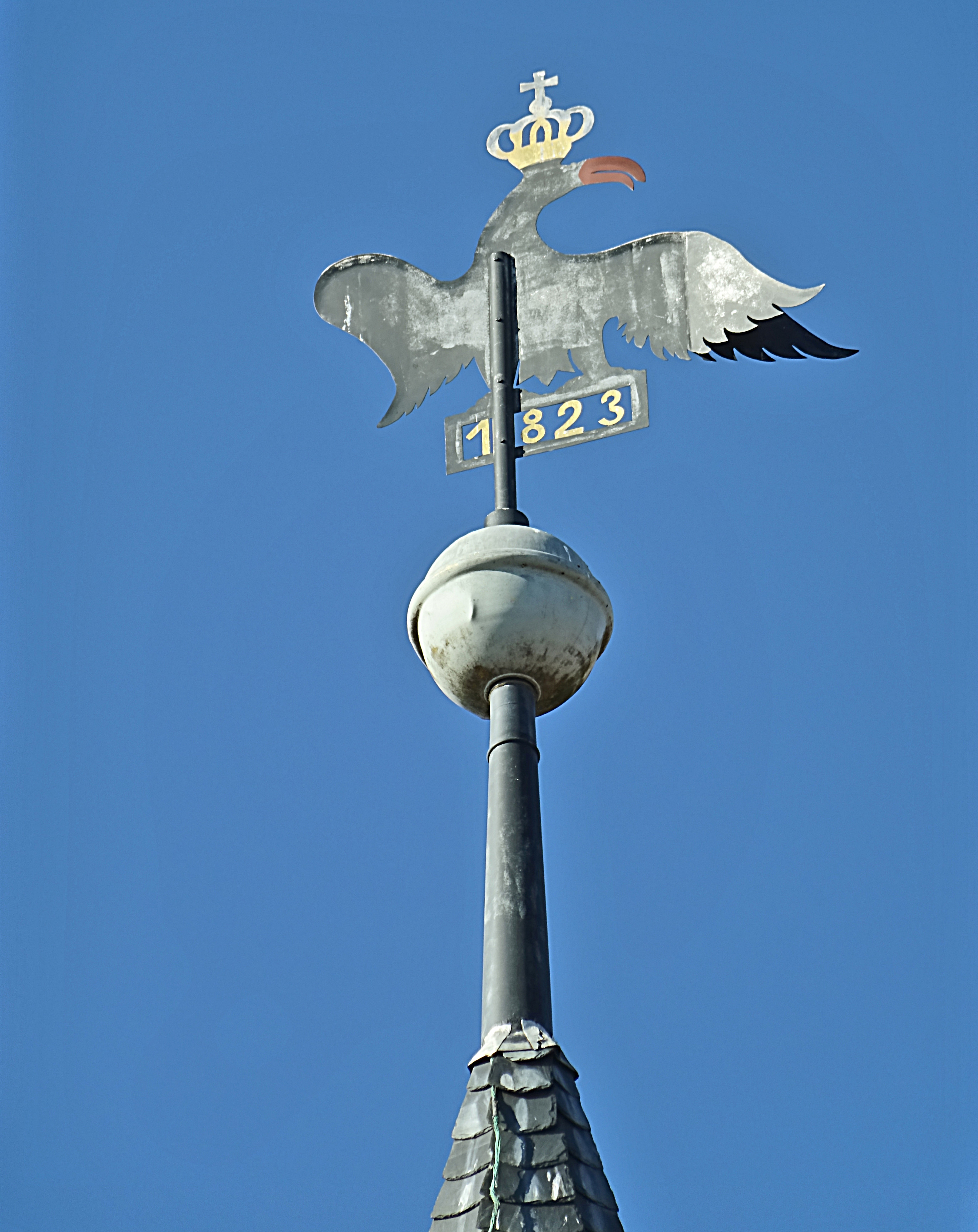
Wetterfahne auf dem Turm

Die evangelisch-lutherische St.-Nikolai-Kirche ist das älteste Bauwerk der Stadt Bad Sachsa. Sie steht auf einem kleinen Hügel im historischen Stadtkern.
Die Kirchengemeinde gehört zum Kirchenkreis Harzer Land der Evangelisch-lutherischen Landeskirche Hannovers.

## Turm
Das massive Feldsteinmauerwerk des Turms belegt, dass es sich um einen Wehrturm handelte, wahrscheinlich aus dem 12. Jahrhundert. Dieser Turm war damals Dienststelle eines Ritters, der die Region vor Räubern beschützen sollte. In einigem Abstand zum Turm wurde eine kleine Kapelle errichtet, die heute noch an dem massiven Feldsteinmauerwerk des Altarraums deutlich zu erkennen ist. Beide Bauwerke wurden um 1300 durch die Seitenwände zu einem Kirchenschiff verbunden und mit einem Satteldach bedeckt. Der zum Kirchturm umgebaute Wehrturm auf quadratischem Grundriss ragt aus dem Satteldach des Kirchenschiffs wie ein Dachturm, obwohl er ein eigenes Fundament hat. Unterhalb seiner Dachtraufe besitzt er vier Klangarkaden, hinter denen der Glockenstuhl untergebracht ist.

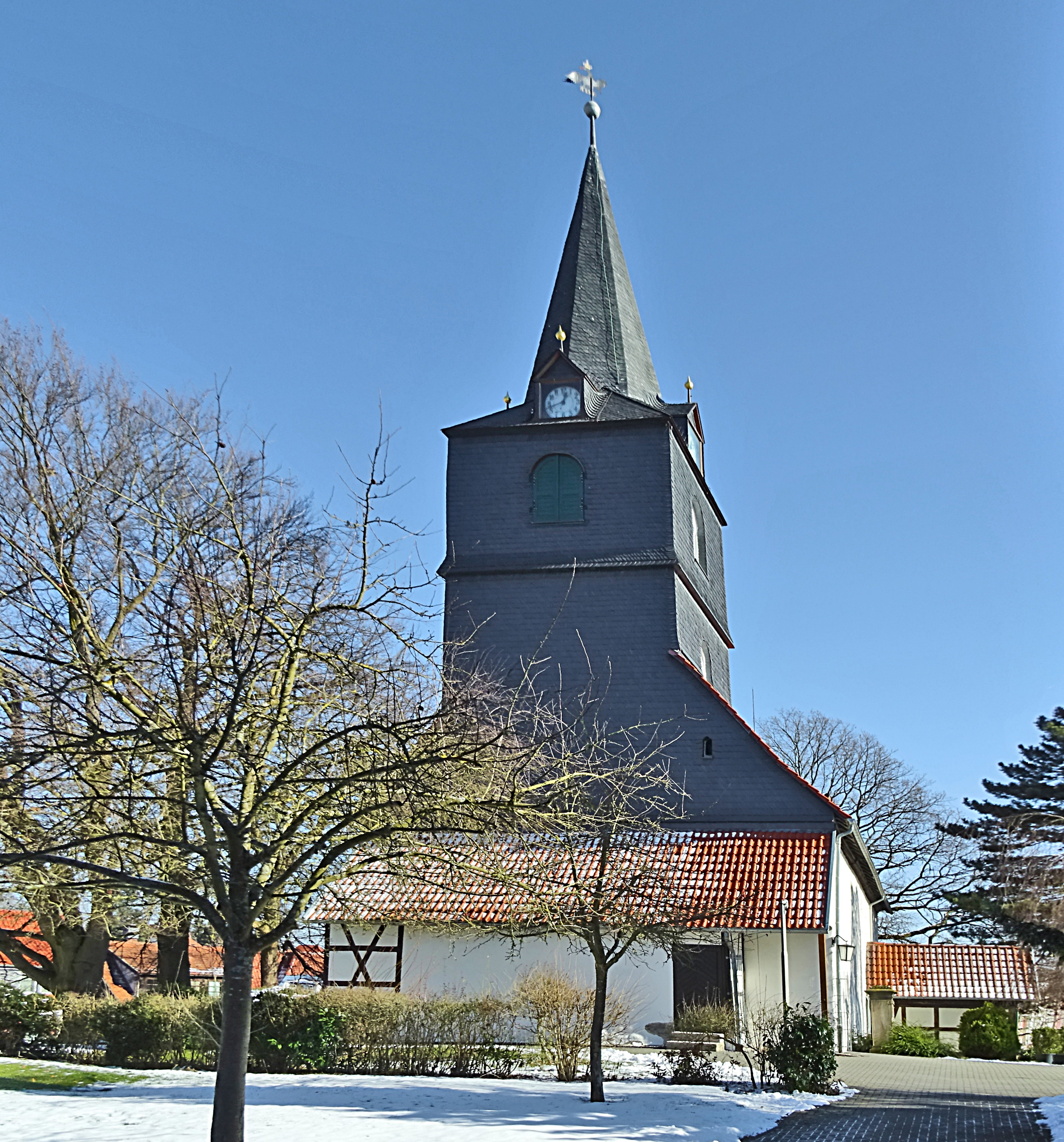
Der sanierte Kirchturm

Dem Turm wurde ein achtseitig spitz auslaufender Helm aufgesetzt. Seine vier Dachgauben in alle Himmelsrichtungen enthalten die Zifferblätter der Turmuhr. Als Windrichtungsgeber auf der Kirchturmspitze dient ein Preußischer Adler, der zum ersten Mal 1823 angebracht wurde. Er erinnert daran, dass Bad Sachsa 1813 nach der Befreiung Bad Sachsas von der Herrschaft Napoleons wieder unter preußische Regierung kam. Napoleon hatte Bad Sachsa dem Königreich Westphalen zugeordnet.
Aufgrund von schweren Feuchtigkeitsschäden an der Fassade musste der Turm vom Herbst 2022 bis zum Sommer 2023 umfangreich saniert werden. Um den Kirchturm dauerhaft vor der Witterung zu schützen, wurden alle vier Außenwände mit Schieferplatten verkleidet. Hierdurch hat sich jetzt das Stadtbild verändert. Bei diesen Sanierungsarbeiten wurde auch der schadhafte Glockenstuhl instand gesetzt und alle vier Glasscheiben der Turmuhr ausgetauscht.
Die Kirche wird durch den Eingang im Turm betreten.

## Geläut
St. Nikolai besitzt ein Geläut von drei Gussstahlglocken, die alle nach dem Zweiten Weltkrieg gegossen wurden. Sie konnten 1951 erworben werden, nachdem die einzige Bronzeglocke, die den Krieg überstanden hatte, verkauft worden war.
| Durchmesser | Schlagton | Inschrift                             |
| ----------- | --------- | ------------------------------------- |
| 1,30 m      | f1        | LAND, LAND, LAND, HÖRE DES HERRN WORT |
| 1,10 m      | as1       | DEN GEFALLENEN UNSERER GEMEINDE       |
| 1,00 m      | b1        | BETET OHNE UNTERLASS                  |

## Innenraum

### Kirchenschiff

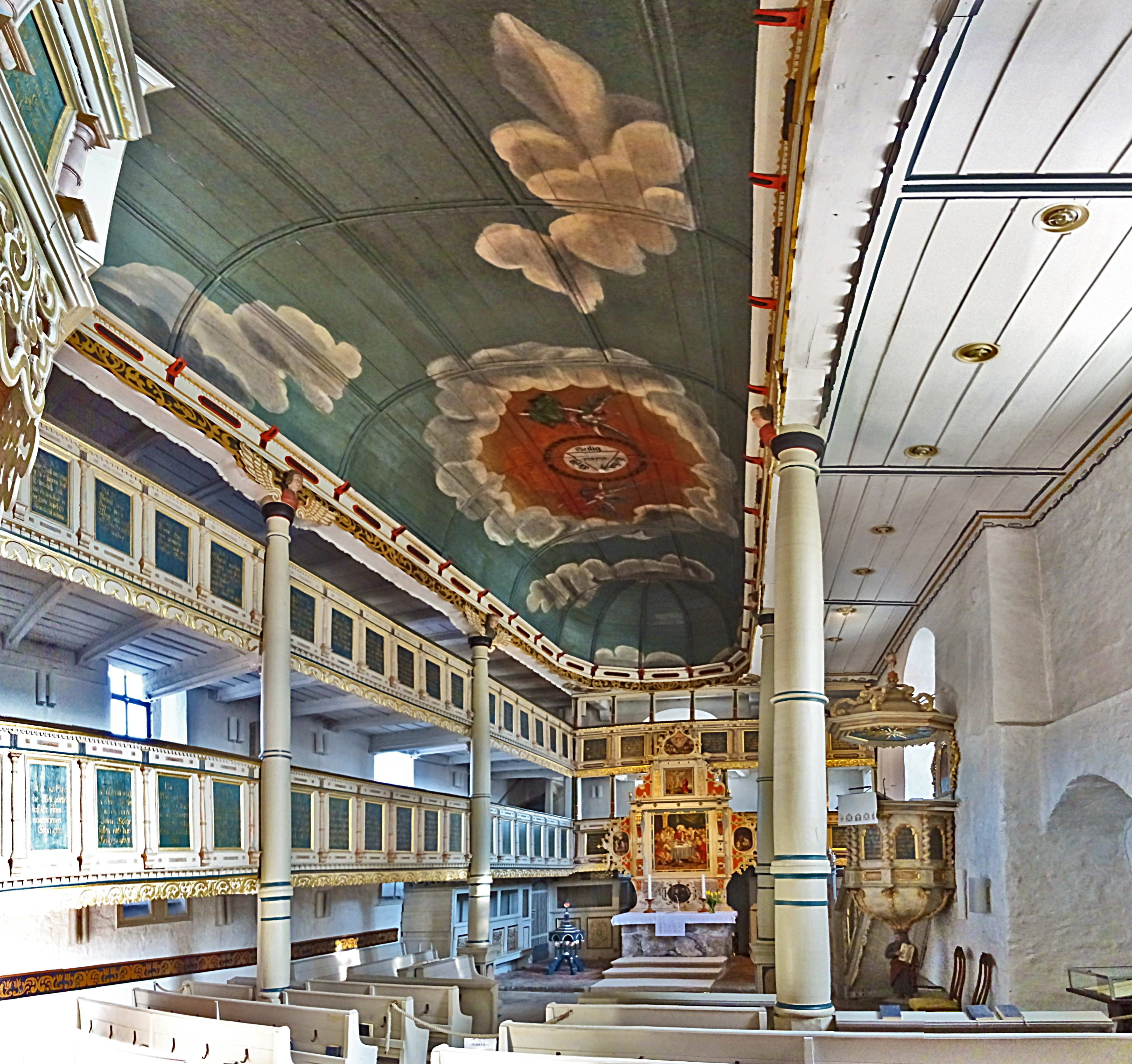
Inneres von St. Nikolai

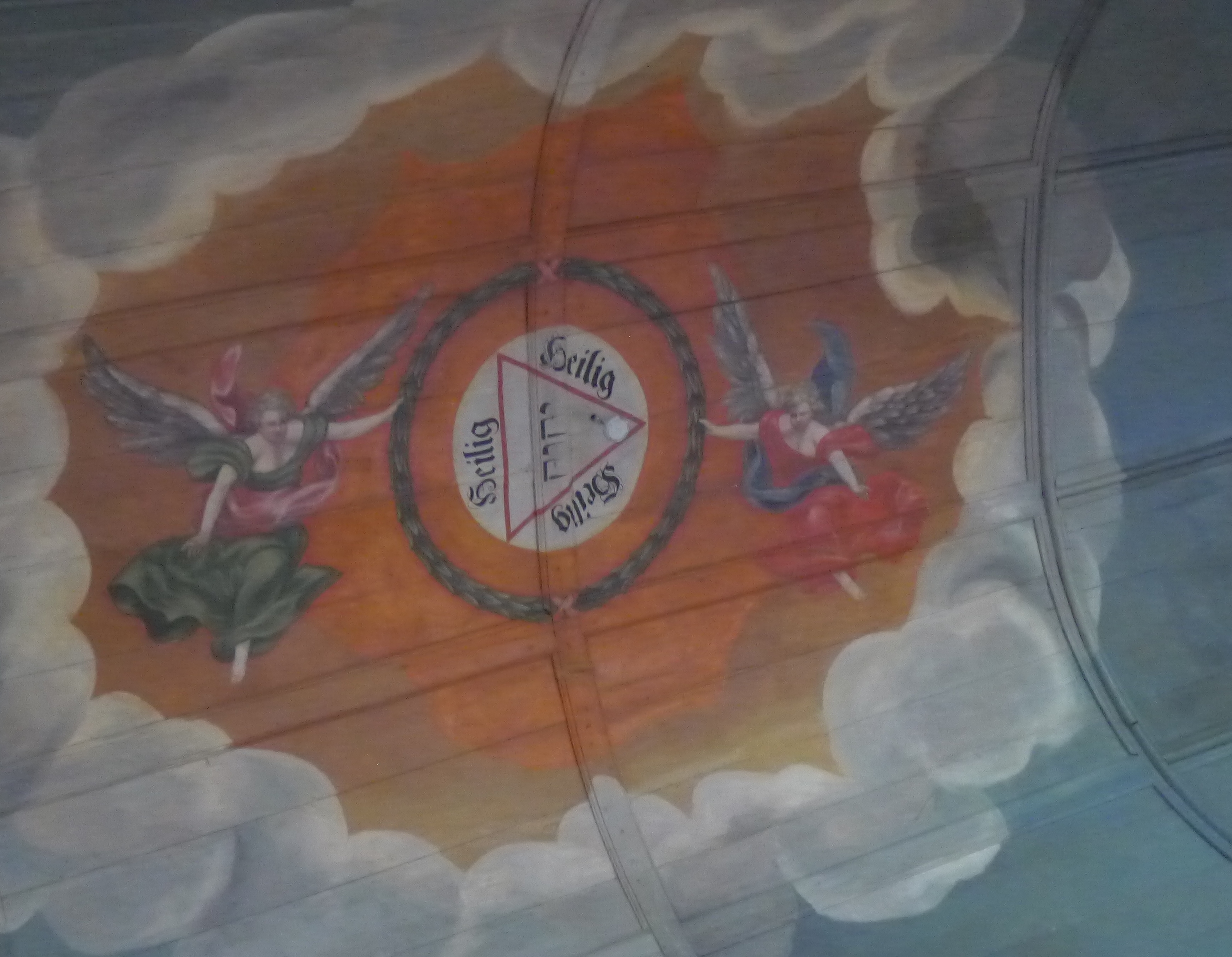
Deckenbild von 1725

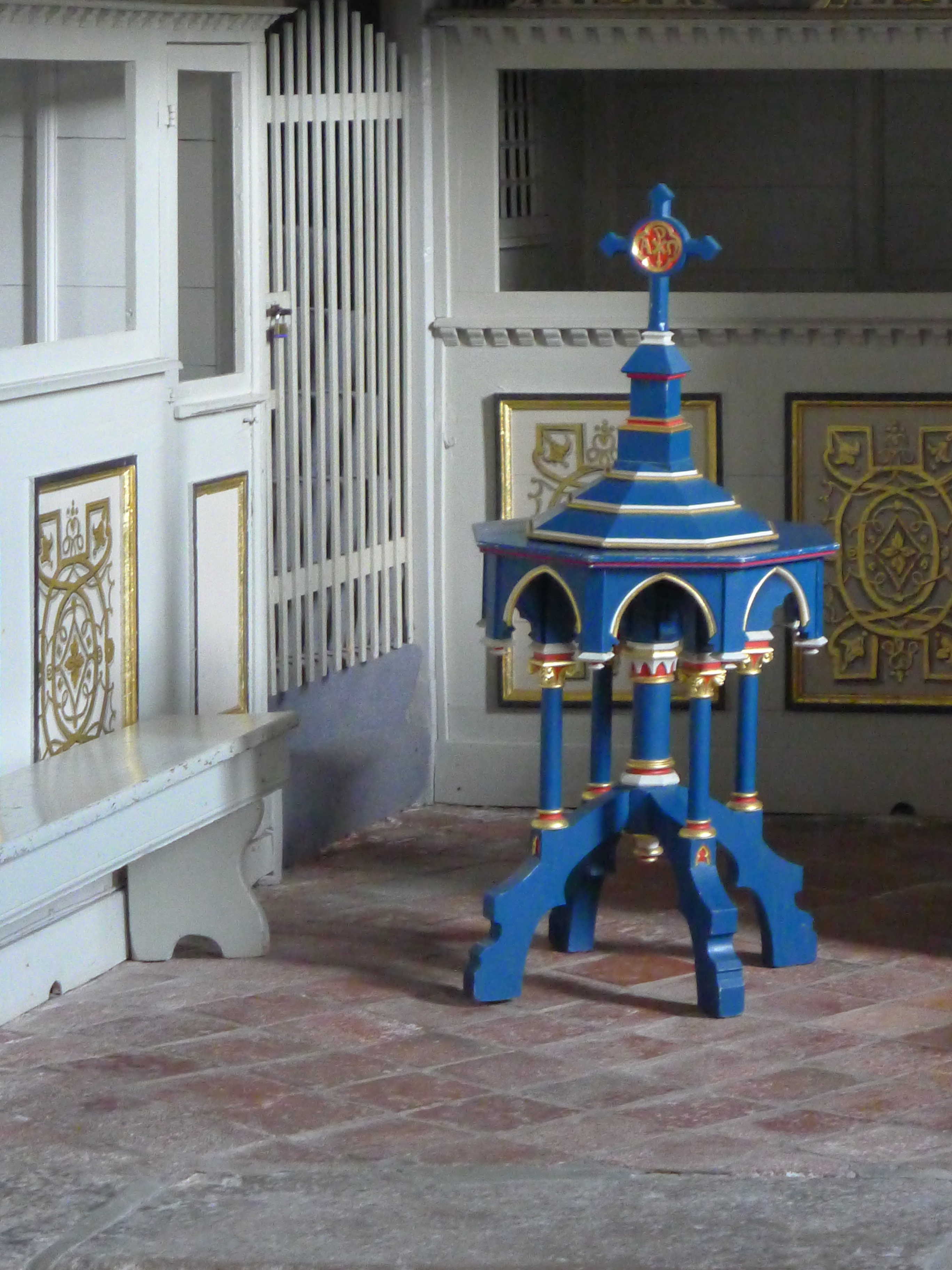
Taufbecken von 1887

Das Portal der Saalkirche befindet sich auf der Südseite. Über einen Vorraum wird die Turmhalle betreten, von hier führt ein rundbogiger Durchgang ins Kirchenschiff. Der Fußboden fällt zum Altar hin ab, um das unterschiedliche Niveau zwischen Turmhalle und ehemaliger Kapelle auszugleichen. 1691 ließ der Rat der Stadt auf der Südseite einen Anbau als Fachwerkhäuschen errichten, durch den der Innenraum verlassen wird.
Die Emporen wurden 1680 gestiftet. Ihre Brüstungen bestehen aus Tafelbildern, auf denen Bibelsprüche gemalt sind.
1725 erhielt Johann Georg Hoyer aus Nordhausen den Auftrag, für das Tonnengewölbe ein Deckengemälde mit blauem Himmel und hellen Wolken, in der Mitte mit Jehova und zwei Engeln, zu schaffen. Der Künstler verzichtete jedoch auf eine Darstellung Gottes, sondern wählte das Sanctus im Abendmahlsgottesdienst, zu dem „Heilig, heilig, heilig ist Gott, der Herr Zebaoth“ gesungen wird. Gott stellte er als hebräisches JHWH im gleichseitigen Dreieck als Symbol der Dreifaltigkeit dar, umgeben von den Worten Heilig, Heilig, Heilig.
Die letzten großen Renovierungen des Kircheninneren erfolgten von 1969 bis 1972 und 1989.

### Altar
Der Altar wurde 1595 vom damaligen Bürgermeister Hartmann gestiftet. Der Aufbau des Holzaltars eines unbekannten Künstlers ist kreuzförmig. Die Predella ist in Stuckmarmor gehalten. Das Altarretabel ist als Triptychon ausgeführt. Das linke ovale Tafelbild zeigt die Ankündigung der Geburt von Jesus durch den Erzengel Gabriel, das rechte die Geburt im Stall. Das mittlere Tafelbild stellt das Abendmahl dar. Im darüber liegenden Gesprenge befindet sich ein Bild von der Kreuzigung. Die Spitze bildet ein Tafelbild mit der Auferstehung und der Himmelfahrt Christi. Die Bilder sind in ihrer Maltechnik von einfacher Ausführung.
Seitlich des Altars befindet sich ein Chorgestühl, das zeitgleich mit der Kanzel errichtet wurde.

### Kanzel
Die Kanzel wurde im Jahr 1711 geschaffen. Ihr Korb wird von einer Figur des Mose getragen, die zwei Gesetzestafeln hält. Den Rand des Schalldeckels über der Kanzel ziert ebenfalls das preußische Hoheitszeichen, die Spitze wird jedoch durch eine kleine Statue von Christus gekrönt.
Eine Besonderheit ist der schwarze Vogel auf dem Kanzeldeckel, der von Unkundigen oft fehlinterpretiert wird. Einige Merkmale weisen ihn als preußischen Adler aus: Er trägt eine goldene Krone, ist also als Wappentier gemeint, hat einen gekrümmten Schnabel und ist schwarz. Ein Schild in der rechten Kralle zeigt die Buchstaben FR = Fridericus Rex, König Friedrich. Der Kurfürst Friedrich III. von Brandenburg war ja 1701 in Königsberg zum ersten preußischen König gekrönt worden, also zehn Jahre vor Errichtung der Kanzel.

### Taufgestell
1887 wurde ein Taufgestell angeschafft. Stilistisch stellt es eine Kombination von gotischen Spitzbögen und korinthisch anmutenden Säulen dar. Zunächst war es unauffällig gestrichen und stand hinter dem Altar verborgen, wenn es nicht gebraucht wurde. Heute steht mit dem kräftigen Akzent eines farblichen Anstrichs immer vor dem Altar.

### Orgel
Um 17115 wurde eine Orgel mit reich geschnitztem Prospekt aufgestellt (vermutlich mit II/P/17). 1798 und nochmals 1819 wurde sie vom Orgelbauer Georg Wilhelm Wilhelmy überholt. 1825 baute Heinrich Deppée ein neues Werk, in das er einige Register der Vorgängerorgel übernahm. 1883 erhielt die Kirche ein neues Orgelwerk von Robert Kauf mit mechanischen Schleifladen (II/P/18). Georg Kießling stellte 1929 auf pneumatische Kegelladen um und veränderte die Disposition (II/P/18). Ein weiterer Umbau erfolgte 1936 durch Emil Hammer Orgelbau. 1955/1956 baute Hammer ein neues Werk mit mechanischen Schleifladen ein, das 1969 von Dieter Noeske um ein Rückpositiv ergänzt wurde (III/P30). Nach Restaurierungen in den Jahren 1991 und 1995 stellte Rudolf Janke 2002 bei einem Renovierungsumbau auf elektrische Registertraktur um und veränderte die Disposition. Die heutige Orgel verfügt über 30 Register auf drei Manualen und Pedal. Die Disposition lautet wie folgt
| I Rückpositiv C–g3 |       |
| Gedackt            | 8′    |
| Principal          | 4′    |
| Rohrflöte          | 4′    |
| Gemshorn           | 2′    |
| Quinte             | 1 ⁄3′ |
| Sesquialtera II    |       |
| Scharf IV          |       |
| Krummhorn          | 8′    |
| Tremulant          |       |

| II Hauptwerk C–g3 |       |
| Quintadena        | 16′   |
| Principal         | 8′    |
| Rohrflöte         | 8′    |
| Octave            | 4′    |
| Dolceflöte        | 4′    |
| Quinte            | 2 ⁄3′ |
| Octave            | 2′    |
| Mixtur IV         |       |
| Trompete          | 8′    |

| III Brustwerk C–g3 |        |
| Holzgedackt        | 8′     |
| Spitzflöte         | 4′     |
| Nasat              | 2 ⁄3′  |
| Principal          | 2′     |
| Terz               | 1 3⁄5′ |
| Octave             | 1′     |
| Regal              | 8′     |

| Pedal C–f1 |     |
| Subbass    | 16′ |
| Principal  | 8′  |
| Bordun     | 8′  |
| Octave     | 4′  |
| Posaune    | 16′ |
| Trompete   | 8′  |

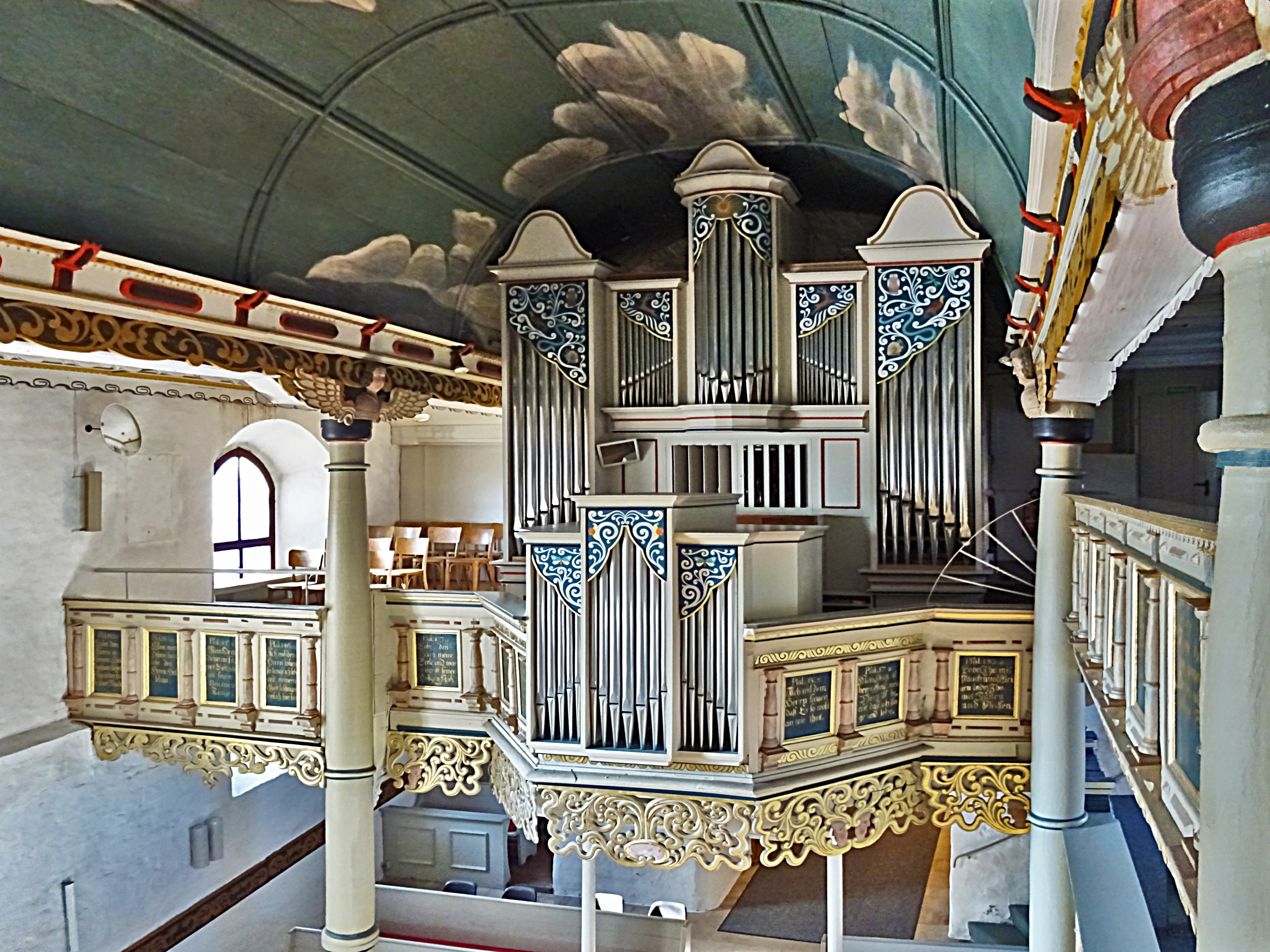
Orgel von St. Nikolai

- Koppeln: I/II, III/II, I/P, II/P, III/P

## Kirchengemeinde
Zum Gemeindeleben gehört das 1982 eingeweihte neue Lutherhaus. Hier finden regelmäßig Konzerte, Vorträge und andere Veranstaltungen statt.
Die Kirchengemeinden Bad Sachsa und Steina haben im Sommer 2023 beschlossen bis zum Jahr 2028 eine Gesamtkirchengemeinde Bad Sachsa-Steina zu bilden.

## Kirchenmusik
In der St.-Nikolai-Kirche finden regelmäßig Kirchenkonzerte statt. Zum vielfältigen Gemeindeleben tragen neben der Kantorei auch bei: ein Kinderchor, Posaunenchor, Bläserchor und Gospelchor.
Der Bläserchor St. Nikolai wurde schon 1937 als evangelischer Posaunenchor gegründet. Um das Jahr 1999 wurde im Lutherhaus der Gospelchor Bad Sachsa und 2005 zur musikalischen Begleitung der Jugendgottesdienste die Jugendband „Rocking Church“ gegründet. Die Besetzung der Jugendband variiert: Rhythmusgruppe (Klavier, Gitarre, Tuba / E-Bass, Schlagzeug), Bläser (Flöte, Klarinette, Saxophon, Trompete) manchmal Geige und Gesang. Die Jugendband „Rocking Church“ kommt heute in der gesamten Bäderregion des Kirchenkreises Harzer Land zum Einsatz.

## Walkenrieder Hora
Am letzten Mittwoch jeden Monats wird in der St.-Nikolai-Kirche in Bad Sachsa die Walkenrieder Hora angeboten. Es ist eine liturgische Gebetszeit in der Tradition des Klosters Walkenried mit Psalmen, Lesungen, Liedern, Gebeten und meditativer Stille.